# Collegio di Bradford West
Bradford West è un collegio elettorale inglese della Camera dei comuni del Parlamento del Regno Unito, situato nel West Yorkshire, nella regione dello Yorkshire e Humber. Elegge un membro del Parlamento con il sistema maggioritario a turno unico. Il rappresentante del collegio dal 2015 è la laburista Naz Shah.

## Estensione
- 1885–1918: i ward del Municipal Borough of Bradford di Allerton, Bolton, Great Horton, Heaton e Manningham.
- 1955–1974: i ward del County Borough of Bradford di Allerton, Great Horton, Heaton, Manningham e Thornton.
- 1974–1983: i ward del County Borough of Bradford di Allerton, Heaton, Little Horton, Manningham, Thornton e University.
- 1983–2010: i ward della Città di Bradford di Clayton, Heaton, Little Horton, Thornton, Toller e University.
- dal 2010: i ward della Città di Bradford di City, Clayton and Fairweather Green, Heaton, Manningham, Thornton and Allerton e Toller.[1]

## Storia
Prima del 1974, il Partito Laburista ed il Partito Conservatore si erano avvicendati nel rappresentare il collegio, ma dal 1974 furono i laburisti a conquistarlo ad ogni elezione. Nel 1981, Edward Lyons, allora deputato di Bradford West, si unì al nuovo Partito Social Democratico, ma fu poi sconfitto alle elezioni generali del 1983.
George Galloway del Respect Party vinse alle elezioni suppletive del 2012 con il 55,9% dei voti; il suo vantaggio del 30,9% fu allora il maggiore mai registrato nel collegio; alle elezioni generali del 2015 perse poi a vantaggio della nuova candidata laburista Naz Shah, che ottenne un margine del 28,3%. Nonostante i timori che Galloway contestasse i risultati, non diede inizio a una sfida legale né si ripresentò alle elezioni generali del 2017, in cui Shah sorpassò il suo record registrando un vantaggio del 48,1% sui conservatori. Nonostante la mancata candidatura di Galloway, la sua collega del Respect Party Salma Yaqoob si candidò come indipendente, ottenendo 6.345 voti (il 13,9%), non molto dietro il candidato conservatore che arrivò secondo.

## Membri del Parlamento
| Elezione | Elezione     | Deputato           | Partito            |
| -------- | ------------ | ------------------ | ------------------ |
|          | 1885         | Alfred Illingworth | Liberale           |
|          | 1895         | Ernest Flower      | Conservatore       |
|          | 1906         | Fred Jowett        | Laburista          |
|          | 1918         | Collegio abolito   | Collegio abolito   |
|          | 1955         | Collegio ricreato  | Collegio ricreato  |
|          | 1955         | Arthur Tiley       | Conservatore       |
|          | 1966         | Norman Haseldine   | Laburista Co-Op    |
|          | 1970         | John Wilkinson     | Conservatore       |
|          | Feb 1974     | Edward Lyons       | Laburista          |
|          | 1981         | Edward Lyons       | Social Democratico |
|          | 1983         | Max Madden         | Laburista          |
| 1997     | Marsha Singh |                    | Laburista          |
|          | 2012 (S)     | George Galloway    | Respect            |
|          | 2015         | Naz Shah           | Laburista          |

## Risultati elettorali

### Elezioni negli anni 2020
| Partito                    | Partito                                | Candidato                  | Risultati 4 luglio 2024 | Risultati 4 luglio 2024 |
| Partito                    | Partito                                | Candidato                  | Voti                    | %                       |
| -------------------------- | -------------------------------------- | -------------------------- | ----------------------- | ----------------------- |
|                            | Laburista                              | Naz Shah                   | 11 724                  | 31,62                   |
|                            | Indipendente                           | Muhammed Islam             | 11 017                  | 29,71                   |
|                            | Verdi                                  | Khalid Mahmood             | 3 690                   | 9,95                    |
|                            | Indipendente                           | Akeel Hussain              | 3 547                   | 9,57                    |
|                            | Conservatore                           | Nigel Moxon                | 3 055                   | 8,24                    |
|                            | Reform UK                              | Jamie Hinton-Wardle        | 2 958                   | 7,98                    |
|                            | Lib Dem                                | Imad Uddin Ahmed           | 756                     | 2,04                    |
|                            | Indipendente                           | Umar Ghafoor               | 334                     | 0,90                    |
|                            |                                        |                            |                         |                         |
| Iscritti                   | Iscritti                               | Iscritti                   | 77 897                  | 100,00                  |
| ↳ Votanti (% su iscritti)  | ↳ Votanti (% su iscritti)              | ↳ Votanti (% su iscritti)  | 37 081                  | 47,60                   |
| ↳ Astenuti (% su iscritti) | ↳ Astenuti (% su iscritti)             | ↳ Astenuti (% su iscritti) | 40 816                  | 52,40                   |
|                            |                                        |                            |                         |                         |
|                            | Esito: collegio confermato a Laburista |                            |                         |                         |

### Elezioni negli anni 2010
| Partito                    | Partito                                | Candidato                  | Risultati 12 dicembre 2019 | Risultati 12 dicembre 2019 |
| Partito                    | Partito                                | Candidato                  | Voti                       | %                          |
| -------------------------- | -------------------------------------- | -------------------------- | -------------------------- | -------------------------- |
|                            | Laburista                              | Naz Shah                   | 33 736                     | 76,22                      |
|                            | Conservatore                           | Mohammed Afzal             | 6 717                      | 15,18                      |
|                            | Brexit                                 | Derrick Hodgson            | 1 556                      | 3,52                       |
|                            | Lib Dem                                | Mark Christie              | 1 349                      | 3,05                       |
|                            | Verdi                                  | Darren Parkinson           | 813                        | 1,84                       |
|                            | Indipendente                           | Azfar Bukhari              | 90                         | 0,20                       |
|                            |                                        |                            |                            |                            |
| Iscritti                   | Iscritti                               | Iscritti                   | 70 694                     | 100,00                     |
| ↳ Votanti (% su iscritti)  | ↳ Votanti (% su iscritti)              | ↳ Votanti (% su iscritti)  | 44 261                     | 62,61                      |
| ↳ Astenuti (% su iscritti) | ↳ Astenuti (% su iscritti)             | ↳ Astenuti (% su iscritti) | 26 433                     | 37,39                      |
|                            |                                        |                            |                            |                            |
|                            | Esito: collegio confermato a Laburista |                            |                            |                            |

| Partito                    | Partito                                | Candidato                  | Risultati 8 giugno 2017 | Risultati 8 giugno 2017 |
| Partito                    | Partito                                | Candidato                  | Voti                    | %                       |
| -------------------------- | -------------------------------------- | -------------------------- | ----------------------- | ----------------------- |
|                            | Laburista                              | Naz Shah                   | 29 444                  | 64,67                   |
|                            | Conservatore                           | George Grant               | 7 542                   | 16,57                   |
|                            | Indipendente                           | Salma Yaqoob               | 6 345                   | 13,94                   |
|                            | UKIP                                   | Derrick Hodgson            | 885                     | 1,94                    |
|                            | Lib Dem                                | Alun Griffiths             | 712                     | 1,56                    |
|                            | Verdi                                  | Celia Hickson              | 481                     | 1,06                    |
|                            | Indipendente                           | Hussain Khadim             | 65                      | 0,14                    |
|                            | Indipendente                           | Muhammad Hijazi            | 54                      | 0,12                    |
|                            |                                        |                            |                         |                         |
| Iscritti                   | Iscritti                               | Iscritti                   | 67 548                  | 100,00                  |
| ↳ Votanti (% su iscritti)  | ↳ Votanti (% su iscritti)              | ↳ Votanti (% su iscritti)  | 45 528                  | 67,40                   |
| ↳ Astenuti (% su iscritti) | ↳ Astenuti (% su iscritti)             | ↳ Astenuti (% su iscritti) | 22 020                  | 32,60                   |
|                            |                                        |                            |                         |                         |
|                            | Esito: collegio confermato a Laburista |                            |                         |                         |

| Partito                    | Partito                                      | Candidato                  | Risultati 7 maggio 2015 | Risultati 7 maggio 2015 |
| Partito                    | Partito                                      | Candidato                  | Voti                    | %                       |
| -------------------------- | -------------------------------------------- | -------------------------- | ----------------------- | ----------------------- |
|                            | Laburista                                    | Naz Shah                   | 19 977                  | 49,58                   |
|                            | Respect                                      | George Galloway            | 8 557                   | 21,24                   |
|                            | Conservatore                                 | George Grant               | 6 160                   | 15,29                   |
|                            | UKIP                                         | Harry Boota                | 3 140                   | 7,79                    |
|                            | Lib Dem                                      | Alun Griffiths             | 1 173                   | 2,91                    |
|                            | Verdi                                        | Celia Hickson              | 1 085                   | 2,69                    |
|                            | Indipendente                                 | James Kirkcaldy            | 100                     | 0,25                    |
|                            | Democratici                                  | Therese Muchewicz          | 98                      | 0,24                    |
|                            |                                              |                            |                         |                         |
| Iscritti                   | Iscritti                                     | Iscritti                   | 63 349                  | 100,00                  |
| ↳ Votanti (% su iscritti)  | ↳ Votanti (% su iscritti)                    | ↳ Votanti (% su iscritti)  | 40 290                  | 63,60                   |
| ↳ Astenuti (% su iscritti) | ↳ Astenuti (% su iscritti)                   | ↳ Astenuti (% su iscritti) | 23 059                  | 36,40                   |
|                            |                                              |                            |                         |                         |
|                            | Esito: collegio passa da Respect a Laburista |                            |                         |                         |

| Partito                    | Partito                                      | Candidato                  | Risultati 29 marzo 2012 | Risultati 29 marzo 2012 |
| Partito                    | Partito                                      | Candidato                  | Voti                    | %                       |
| -------------------------- | -------------------------------------------- | -------------------------- | ----------------------- | ----------------------- |
|                            | Respect                                      | George Galloway            | 18 341                  | 55,89                   |
|                            | Laburista                                    | Imran Hussain              | 8 201                   | 24,99                   |
|                            | Conservatore                                 | Jackie Whiteley            | 2 746                   | 8,37                    |
|                            | Lib Dem                                      | Jeanette Sunderland        | 1 505                   | 4,59                    |
|                            | UKIP                                         | Sonja McNally              | 1 085                   | 3,31                    |
|                            | Verdi                                        | Dawud Islam                | 481                     | 1,47                    |
|                            | Nazionalisti Democratici                     | Neil Craig                 | 344                     | 1,05                    |
|                            | Monster Raving Loony                         | Howling Laud Hope          | 111                     | 0,34                    |
|                            |                                              |                            |                         |                         |
| Iscritti                   | Iscritti                                     | Iscritti                   | 65 810                  | 100,00                  |
| ↳ Votanti (% su iscritti)  | ↳ Votanti (% su iscritti)                    | ↳ Votanti (% su iscritti)  | 32 905                  | 50,00                   |
| ↳ Astenuti (% su iscritti) | ↳ Astenuti (% su iscritti)                   | ↳ Astenuti (% su iscritti) | 32 905                  | 50,00                   |
|                            |                                              |                            |                         |                         |
|                            | Esito: collegio passa da Laburista a Respect |                            |                         |                         |

| Partito                    | Partito                                | Candidato                  | Risultati 6 maggio 2010 | Risultati 6 maggio 2010 |
| Partito                    | Partito                                | Candidato                  | Voti                    | %                       |
| -------------------------- | -------------------------------------- | -------------------------- | ----------------------- | ----------------------- |
|                            | Laburista                              | Marsha Singh               | 18 401                  | 45,35                   |
|                            | Conservatore                           | Zahid Iqbal                | 12 638                  | 31,15                   |
|                            | Lib Dem                                | David Hall-Matthews        | 4 732                   | 11,66                   |
|                            | BNP                                    | Jenny Sampson              | 1 370                   | 3,38                    |
|                            | Respect                                | Arshad Ali                 | 1 245                   | 3,07                    |
|                            | Verdi                                  | David Ford                 | 940                     | 2,32                    |
|                            | UKIP                                   | Jason Smith                | 812                     | 2,00                    |
|                            | Nazionalisti Democratici               | Neil Craig                 | 438                     | 1,08                    |
|                            |                                        |                            |                         |                         |
| Iscritti                   | Iscritti                               | Iscritti                   | 62 520                  | 100,00                  |
| ↳ Votanti (% su iscritti)  | ↳ Votanti (% su iscritti)              | ↳ Votanti (% su iscritti)  | 40 576                  | 64,90                   |
| ↳ Astenuti (% su iscritti) | ↳ Astenuti (% su iscritti)             | ↳ Astenuti (% su iscritti) | 21 944                  | 35,10                   |
|                            |                                        |                            |                         |                         |
|                            | Esito: collegio confermato a Laburista |                            |                         |                         |

### Elezioni negli anni 2000
| Partito                    | Partito                                | Candidato                  | Risultati 5 maggio 2005 | Risultati 5 maggio 2005 |
| Partito                    | Partito                                | Candidato                  | Voti                    | %                       |
| -------------------------- | -------------------------------------- | -------------------------- | ----------------------- | ----------------------- |
|                            | Laburista                              | Marsha Singh               | 14 570                  | 40,06                   |
|                            | Conservatore                           | Haroon Rashid              | 11 544                  | 31,74                   |
|                            | Lib Dem                                | Mukhtar Ali                | 6 620                   | 18,20                   |
|                            | BNP                                    | Paul Cromie                | 2 525                   | 6,94                    |
|                            | Verdi                                  | Parvez Darr                | 1 110                   | 3,05                    |
|                            |                                        |                            |                         |                         |
| Iscritti                   | Iscritti                               | Iscritti                   | 67 350                  | 100,00                  |
| ↳ Votanti (% su iscritti)  | ↳ Votanti (% su iscritti)              | ↳ Votanti (% su iscritti)  | 36 369                  | 54,00                   |
| ↳ Astenuti (% su iscritti) | ↳ Astenuti (% su iscritti)             | ↳ Astenuti (% su iscritti) | 30 981                  | 46,00                   |
|                            |                                        |                            |                         |                         |
|                            | Esito: collegio confermato a Laburista |                            |                         |                         |

| Partito                    | Partito                                | Candidato                  | Risultati 7 giugno 2001 | Risultati 7 giugno 2001 |
| Partito                    | Partito                                | Candidato                  | Voti                    | %                       |
| -------------------------- | -------------------------------------- | -------------------------- | ----------------------- | ----------------------- |
|                            | Laburista                              | Marsha Singh               | 18 401                  | 47,96                   |
|                            | Conservatore                           | Mohammed Riaz              | 14 236                  | 37,10                   |
|                            | Verdi                                  | John Robinson              | 2 672                   | 6,96                    |
|                            | Lib Dem                                | Abdul Khan                 | 2 437                   | 6,35                    |
|                            | UKIP                                   | Imran Hussain              | 427                     | 1,11                    |
|                            | Asian League                           | Farhan Khokhar             | 197                     | 0,51                    |
|                            |                                        |                            |                         |                         |
| Iscritti                   | Iscritti                               | Iscritti                   | 71 585                  | 100,00                  |
| ↳ Votanti (% su iscritti)  | ↳ Votanti (% su iscritti)              | ↳ Votanti (% su iscritti)  | 38 370                  | 53,60                   |
| ↳ Astenuti (% su iscritti) | ↳ Astenuti (% su iscritti)             | ↳ Astenuti (% su iscritti) | 33 215                  | 46,40                   |
|                            |                                        |                            |                         |                         |
|                            | Esito: collegio confermato a Laburista |                            |                         |                         |

## Risultati dei referendum

### Referendum sulla permanenza del Regno Unito nell'Unione europea del 2016
|             | Collegio      | Lasciare UE % | Rimanere in UE % |
| ----------- | ------------- | ------------- | ---------------- |
|             | Bradford West | 46,7%         | 53,3%            |
|             | Inghilterra   | 53,3%         | 46,7%            |
| Regno Unito | 51,9%         | 48,1%         |                  |